# Ragnar Sjöberg (militär)

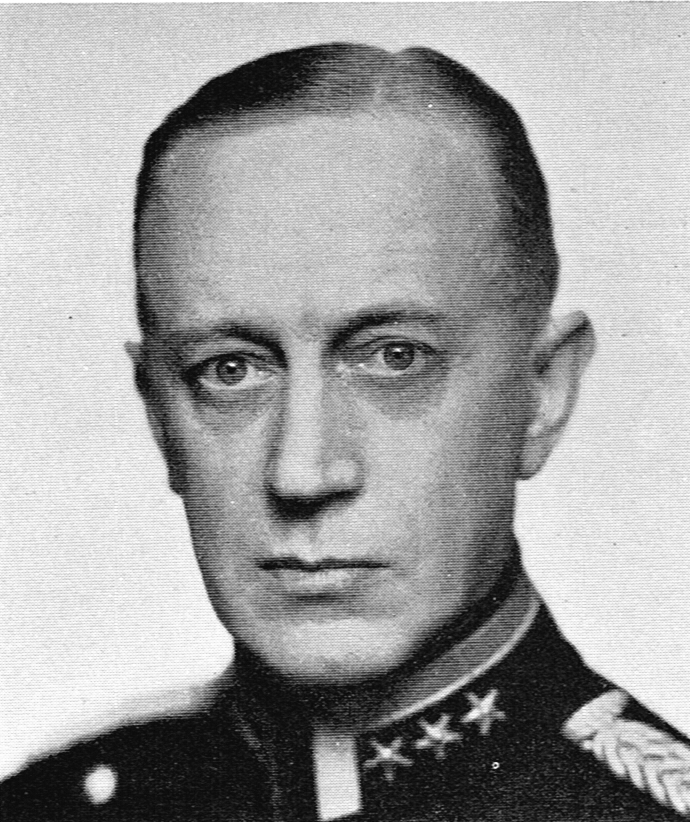
Ragnar Sjöberg.

Ragnar Thure Carl Sjöberg, född den 4 januari 1886 i Jönköping, död den 22 april 1975 i Stockholm, var en svensk militär.
Sjöberg blev underlöjtnant vid Smålands artilleriregemente 1905 och löjtnant där 1910. Han genomgick Artilleri- och ingenjörhögskolans allmänna och högre kurser 1907–1910, var repetitör där 1910–1912 och lärare där 1918–1924. Sjöberg var artilleristabsofficer 1914–1918 och 1926–1933. Han befordrades till kapten 1918, till major 1928, till överstelöjtnant 1932, vid Karlsborgs artilleriregemente 1933. Sjöberg var chef för Artilleri- och ingenjörhögskolan 1934–1938. Efter att ha blivit överste 1935, i Karlsborgs luftvärnsregemente 1937, var han regementets chef 1938–1941. Sjöberg blev biträdande inspektör för luftvärnsartilleriet 1941 och var inspektör 1942–1946. Han blev generalmajor 1946 och beviljades avsked samma år. Sjöberg var anställd vid Bofors 1948–1957. Han redigerade Artilleritidskrift 1946–1960, redigerade Svenska armén genom tiderna 1949 och var medarbetare i militär fackpress och uppslagsböcker. Sjöberg invaldes i Krigsvetenskapsakademien 1931. Han blev riddare av Svärdsorden 1926, av Vasaorden 1932 och av Nordstjärneorden 1938 samt kommendör av andra klassen av Svärdsorden sistnämnda år och kommendör av första klassen 1941. Sjöberg vilar på Östra kyrkogården i Jönköping.